# Сангдон
Копальня «Сангдон», Sangdong mine — один з найбільших у світі підземних вольфрамових рудників. Знаходиться в Південній Кореї.
Шеєлітоносні скарни розкриті на глиб. до 250 м.
Руду (WO3 0,52 %) збагачують з отриманням концентрату із вмістом WO3 70 %.